# Xã Camp Creek, Quận Pike, Ohio
Xã Camp Creek (tiếng Anh: Camp Creek Township) là một xã thuộc quận Pike, tiểu bang Ohio, Hoa Kỳ. Năm 2010, dân số của xã này là 979 người.